# Latvijas futbola Virslīga
Latvijas futbola Virslīga, kallad Optibet Virslīga av sponsorskäl. Ligan grundades 1927 i samband med Lettlands självständighetsperiod under mellankrigstiden, och är herrarnas högsta division för fotboll i Lettland. Seriespelet regleras av Latvijas Futbola federācija, och säsongen sparkar igång i april för att sedan pågå fram till början av november. Under vintern spelar man inte på grund av klimatet. Inför 2008 års säsong utökades antalet lag i serien, från åtta till 10. Från 2015 till 2018 kom det återigen att bli åtta deltagande lag men detta justerades 2019 till nio klubbar.

## Lettiska ligan i fotboll 2020
Säsongen 2020 spelar följande lag i den lettiska ligan.
| #  | Klubb               | Placering | Säsongen 2019             |
| -- | ------------------- | --------- | ------------------------- |
| 1. | Riga FC             | Mestre    | Latvijas futbola Virslīga |
| 2. | FK RFS              | 2.        | Latvijas futbola Virslīga |
| 3. | FK Ventspils        | 3.        | Latvijas futbola Virslīga |
| 4. | Valmieras FK        | 4.        | Latvijas futbola Virslīga |
| 5. | FK Spartaks Jūrmala | 5.        | Latvijas futbola Virslīga |
| 6. | FK Liepāja          | 6.        | Latvijas futbola Virslīga |
| 7. | FK Jelgava          | 7.        | Latvijas futbola Virslīga |
| 8. | BFC Daugavpils      | 8.        | Latvijas futbola Virslīga |
| 9. | FK Tukums 2000      | 1.        | Latvijas futbola 1. liga  |

## Mästare
| Säsong    | Etta                  | Tvåa                  |
| --------- | --------------------- | --------------------- |
| 1927      | Olimpija Liepāja      | Rīgas FK              |
| 1928      | Olimpija Liepāja      | Rīgas FK              |
| 1929      | Olimpija Liepāja      | Rīgas FK              |
| 1930      | Rīgas FK              | Olimpija Liepāja      |
| 1931      | Rīgas FK              | Olimpija Liepāja      |
| 1932      | ASK                   | Riga Wanderers        |
| 1933      | Olimpija Liepāja      | Rīgas FK              |
| 1934      | Rīgas FK              | Riga Wanderers        |
| 1935      | Rīgas FK              | Olimpija Liepāja      |
| 1936      | Olimpija Liepāja      | ASK                   |
| 1937/1938 | Olimpija Liepāja      | Rīgas FK              |
| 1938/1939 | Olimpija Liepāja      | ASK                   |
| 1939/1940 | Rīgas FK              | Olimpija Liepāja      |
| 1942      | ASK                   | Olimpija Liepāja      |
| 1943      | ASK                   | Olimpija Liepāja      |
| 1992      | Skonto FC             | RAF Jelgava           |
| 1993      | Skonto FC             | Olimpija Rīga         |
| 1994      | Skonto FC             | RAF Jelgava           |
| 1995      | Skonto FC             | Dinaburg FC           |
| 1996      | Skonto FC             | Daugava Rīga          |
| 1997      | Skonto FC             | Daugava Rīga          |
| 1998      | Skonto FC             | FK Liepājas Metalurgs |
| 1999      | Skonto FC             | FK Liepājas Metalurgs |
| 2000      | Skonto FC             | FK Ventspils          |
| 2001      | Skonto FC             | FK Ventspils          |
| 2002      | Skonto FC             | FK Ventspils          |
| 2003      | Skonto FC             | FK Liepājas Metalurgs |
| 2004      | Skonto FC             | FK Liepājas Metalurgs |
| 2005      | FK Liepājas Metalurgs | Skonto FC             |
| 2006      | FK Ventspils          | FK Liepājas Metalurgs |
| 2007      | FK Ventspils          | FK Liepājas Metalurgs |
| 2008      | FK Ventspils          | FK Liepājas Metalurgs |
| 2009      | SK Liepājas Metalurgs | FK Ventspils          |
| 2010      | Skonto FC             | FK Ventspils          |
| 2011      | FK Ventspils          | SK Liepājas Metalurgs |
| 2012      | FC Daugava            | Skonto FC             |
| 2013      | FK Ventspils          | Skonto FC             |
| 2014      | FK Ventspils          | Skonto FC             |
| 2015      | FK Liepāja            | Skonto FC             |
| 2016      | FK Spartaks Jūrmala   | FK Jelgava            |
| 2017      | FK Spartaks Jūrmala   | FK Liepāja            |
| 2018      | Riga FC               | FK Ventspils          |
| 2019      | Riga FC               | FK RFS                |

### Fotnoter
1. ↑  Mike Dryomin (14 mars 2008 (uppdaterad)). ”Latvia 2007”. RSSSF. http://www.rsssf.com/tablesl/let07.html. Läst 23 juli 2012.